# Joaquim Picañol
Joaquim Picañol Xalabarder (Caldas de Montbuy, 1921 - campo de concentración de Djelfa, 7 de septiembre de 1941) fue un escribano y activista comunista español que estuvo exiliado tras la guerra civil española.

## Biografía
Nació en una familia de izquierda; su padre, Antoni Picañol Domingo, fue miembro del PSUC y concejal del ayuntamiento de Caldas de Montbuy durante la guerra civil española y su madre, Rosa Xalabarder Palanca, escribió en la revista Farell. Durante la guerra, Joaquim Picañol trabajó como escribano en el ayuntamiento republicano de su localidad. 
En enero de 1939 salió hacia el exilio con su familia, aunque se separó de ella en Figueras. Tras cruzar solo la frontera en Francia, fue retenido en Le Boulou (Francia) y trasladado en tren a Bretaña desde la estación de trenes de Perpiñán. Entre 1939 y 1941 pasó por diversos campos de concentración del norte y sur el país (entre ellos, en el campo de concentración de Saint-Cyprien) donde fue considerado un peligroso activista debido a la defensa de sus ideales comunistas. En abril de 1941 se le trasladó desde el campo de concentración de Argelès-sur-Mer a Port-Vendres para ser embarcado a la Argelia francesa en el carguero de ganado Dejeb Nadar. Picañol acabó en el campo de concentración de Djelfa, donde murió de tifus a los pocos meses de su llegada. Fue enterrado en el cementerio de Djelfa bajo una lápida sufragada por sus compañeros con su fecha de muerte (7.9.1941) y su apellido mal escrito, Picauol.